# فریتزی شونگل
فریتزی شونگل (انگلیسی: Fritzi Schwingl; ۲۸ ژوئیهٔ ۱۹۲۱ – ۹ ژوئیهٔ ۲۰۱۶) قایقران کایاک زن اهل اتریش بود.